# Nadine Nieszawer
Nadine Nieszawer, née en 1959 à Paris, est une marchande d'art, expert de l'École de Paris auprès de l'Union française des experts depuis 2001, puis directrice de la galerie Bureau d'art 

## Biographie
Fille d'un marchand de tableaux, elle naît en 1959 à Paris, où elle est élevée dans un milieu artistique,.
En 1980, elle crée à Paris sa galerie d'art, « Bureau d'art ». 
Elle est la spécialiste des peintres juifs de l'École de Paris, au sujet desquels elle a écrit un ouvrage en 2000 — augmenté en 2015 —, republié en 2020 chez Les Étoiles Éditions. 
Experte auprès de l'Union française des experts (UFE) de  2001 a 2015 

## Ouvrages
- Avec Marie Boyé-Taillan et Paul Fogel (préf. Claude Lanzmann), Peintres juifs à Paris, 1905-1939 : École de Paris, Paris, Denoël, 2000, 365 p. (ISBN 978-2-207-25142-3, BNF 37682813)
- Dir., avec Déborah Princ, Arthur Princ, Boric Princ, Marie Boyé-Taillan et Paul Fogel (préf. Claude Lanzmann), Artistes juifs de l'École de Paris, 1905-1939, Paris, Somogy, 2015, 576 p. (ISBN 978-2-7572-0701-7, BNF 44307804, présentation en ligne)Édition augmentée de Peintres juifs à Paris, 1905-1939 ; traduit en anglais et en russe.
  - Nieszawer et Princ, Histoires des artistes Juifs de l'École de Paris, 1905-1939, (Denoël, 2000 - Somogy, 2015) Les étoiles éditions, 2020.